# Мери Уилис Уокър
 Тази статия е за американската писателка.  За британската пътешественичка вижте Мери Аделейд Уокър.  За американската аболиционистка вижте Мери Едуардс Уокър.
Мери Уилис Уокър (на английски: Mary Willis Walker) е американска писателка на бестселъри в жанра трилър и криминален роман.

## Биография и творчество
Мери Уилис Уокър е родена на 24 май 1942 г. във Фокс Пойнт, Уисконсин, САЩ. Завършва английска филология с бакалавърска степен в Университета Дюк в Северна Каролина. Работи като учителка във Феърфай, Ванкувър, Бъфало, където се запознава със своя съпруг – Лий Уокър, брокер и президент на „Dell“. Те се преместват в Остин, Тексас, където се раждат двете им дъщери – Аманда и Сузана. Развеждат се през 1993 г.
През 1978 г. напуска работата си и се грижи за образованието на своите деца. Като отрастват започва да пише книги и сценарии за телевизионни документални филми.
Първият ѝ трилър „Zero at the Bone“ (Нула в костите) от 1991 г. печели наградите „Агата“ и „Макавити“ за най-добър първи роман.
През 1994 г. е публикуван романа ѝ „The Red Scream“ (Червеният вик) от поредицата „Моли Кейтс“. Главната героиня е репортерката от Остин Моли Кейтс, която се бори да изясни истината на едно убийство и да спаси от смъртно наказание невинно обвинен. Книгата е удостоена с наградата „Едгар“. Следващият роман от поредицата „Там, в царството на бръмбара“ е за гуру, който отвлича 11 деца във въоръжена секта. Той е отличен с редица престижни награди.
След развода спира да пише. Вероятно е да използва псевдонима Сюзън Уейд (Susan Wade).
Мери Уилис Уокър живее в Остин, Тексас.

## Произведения

### Самостоятелни романи
- Zero at the Bone (1991) – награди „Агата“ и „Макавити“

### Серия „Моли Кейтс“ (Mollie Cates)
1. The Red Scream (1994) – награда „Едгар“
2. Under the Beetle's Cellar (1995) – награди „Хамет“, „Антъни“ и „Макавити“
Там, в царството на бръмбара, изд.: ИК „Плеяда“, София (1996), прев. Иван Терзиев
3. All the Dead Lie Down (1998)